# Burgwall Crivitz
Der slawische Burgwall von Crivitz, einer Stadt im Landkreis Ludwigslust-Parchim, lag östlich des Ortes auf einer Halbinsel im Crivitzer See.
Das Bodendenkmal besteht heute aus einem etwa 80 Quadratmeter großen Plateau mit einer Höhe von bis zu 5 Metern gegenüber den umliegenden Flächen. Es ist anzunehmen, dass der Burgwall eine Wallburg war. Wahrscheinlich wurde das Burggelände in den vergangenen Jahrhunderten planiert, sodass einstige Wälle abgetragen wurden. Um 1850 nutzte man das Gelände als Armenfriedhof. 1863 entstand an gleicher Stelle ein Gaswerk. 1971 wurde die Fabrik aufgegeben und erst 2006 wurden die Gebäudereste vollständig abgetragen. Seitdem ist das Gelände wieder als alte Niederungsburg wahrzunehmen. Nach Keramikfunden stammt die Burg aus der jungslawischen Zeit des 10. bis 12. Jahrhunderts. Sie lag im Stammesgebiet der Obodriten.